# Chiesa di San Zenone nuova (Cisano Bergamasco)
La chiesa di San Zenone è il principale luogo di culto cattolico di Cisano Bergamasco in provincia e diocesi di Bergamo; fa parte del vicariato di Calolzio-Caprino.

## Storia
Sul territorio di Cisano Bergamasco, fin dal XII secolo è  citata una chiesa intitolata a san Zenone. La chiesa fino al 1861 fece parte della chiesa parrocchiale di Caprino Bergamasco intitolata a san Biagio, elevandola a chiesa parrocchiale.. Il vescovo di Bergamo Luigi Maria Marelli,  con decreto 28 luglio 1921, diede l'autonomia alla chiesa smembrandola da quella di Carpino Berganasco e dall'abbazia di san Giacomo di Pontida.
La chiesa con la nuova intitolazione e con l'incremento demografico del Novecento non rispondeva più alle esigenze dei fedeli, si decise quindi la nuova edificazione, sul terreno che era stato donato nel 1491 da Tomaso fu Giovanni Zonca. Il progetto fu affidato all'architetto Camillo Galizzi, ma si preferì non distruggere l'antico luogo di culto in stile romanico, ma di costruirne uno in prossimità. L'antica chiesa fu ridimensionata nelle sue misure distruggendo solo la facciata e parte della navata con una ricostruzione sempre in stile romanico nel 1937 per permettere di terminare la nuova chiesa che fu edificata sulla medesima piazza.
Nel 1934 la nuova chiesa fu consacrata dal vescovo Adriano Bernareggi che la intitolò a san Zenone Martire e al Santissimo Nome di Gesù. In quell'occasione fece dono di alcune reliquie che furono sigillate nel nuovo altare maggiore. Le decorazioni interne della chiesa furono realizzate tra il 1949 e il 1958, anni in cui fu edificata anche la torre campanaria.
Con decreto del 27 maggio 1979 del vescovo di Bergamo Giulio Oggioni la chiesa fu inserita nel vicariato locale di Calolzio-Caprino.
Negli ultimi anni del Novecento la chiesa fu oggetto di lavori di mantenimento e restauro con la nuova pavimentazione del sagrato con bolognini di porfido.

## Descrizione

### Esterno
L'edificio di culto è preceduto da un ampio sagrato con pavimentazione in bolognini di porfido  che accoglie anche l'antica chiesa in stile romanico. La facciata si sviluppa su due ordini; in quello inferiore presenta centrale un porticato con tre aperture a arco sostenute da colonne in serizzo. La parte è delimitata da una cornice che presenta curvità nelle parti più esterne, e prosegue con sei aperture ad arco atte a illuminare l'aula, complete di colonne in pietra. Due ulteriori finestre sono poste lateralmente nella sezione più arretrata. Il cornicione superiore a copertura il cotto con canale di gronda. Centrale al porticato l'ingresso principale di misura maggiore rispetto ai due laterali.
L'ordine superiore presenta la grande finestra semicircolare che riporta il santissimo nome di Gesù per proseguire poi in muratura intonacata con cornicione semicircolare con i due tratti laterali rettilinei e terminante con parte in pietra a salienti cin croce in pietra sulla sommità.

### Interno
L'interno con volta a botte e a unica navata si divide in quattro campate divise da lesene decorate che reggono gli archi a tutto sesto. Ogni campata presente nella parte superiore, una trifora leggermente sfondata con colonne a tutto tondo. 
La prima campata di destra è dedicata alla zona penitenziale con il confessionale ligneo. Nella seconda a sinistra vi è l'altare dedicato a sant'Alessandro di Bergamo e corrispondente a destra quello intitolato a santa Teresa di Lisieux. Gli ingressi laterali sono posti nella terza campata, mentre la quanta presenta gli altari dedicati alla Madonna del Rosario a sinistra e a destra a san Zenone a cui la chiesa è intitolata.

La zona presbiteriale, rialzata da tre gradini, è anticipata dall'arco trionfale di misura inferiore rispetto alla navata per permettere i due ingressi che collegano con la sagrestia e a un locale deposito. La parte ha volta a botte e termina con il coro absidato con catino.
L'altare comunitario posto nel 1969 in ottemperanza alle disposizioni del concilio Vaticano II, è in marmo bianco e grigio rosato di Comonte e arabscato .